# Southern Justice (película)
Southern Justice es una película muda estadounidense de género dramático de 1917 dirigida por Lynn Reynolds. Protagonizada por George Hernandez, Myrtle Gonzalez y Jean Hersholt.

## Reparto
- Myrtle Gonzalez como Carolyn Dillon
- George Hernandez como Judge Morgan
- Jack Curtis como Roger Appleby
- Jean Hersholt como Caleb Talbot
- Charles Hill Mailes como Major Dillon
- Fred Church como Ray Preston
- Elwood Bredell como Daws Anthony
- Maxfield Stanley como Wallace Turner
- George Marsh como el Tío Zeke